# Mariánské Lázně město
Mariánské Lázně město je železniční zastávka v Mariánských Lázních na trati číslo Karlovy Vary – Mariánské Lázně spojující toto město s Karlovými Vary. Nachází se v nadmořské výšce 575 metrů. Severně od zastávky se nachází areál místní nemocnice. V roce 2017 proběhla na trati rekonstrukce kolejiště, v rámci které bylo částečně rekonstruováno i nástupiště.[zdroj?]